# Нихоний
| 113            | Нихоний |
| Nh(286)        |         |
| 5f146d107s27p1 |         |

Нихо́ний (лат. Nihonium, Nh), который ранее фигурировал под временными наименованиями уну́нтрий (лат. Ununtrium, Uut) или эка-та́ллий, — химический элемент 13-й группы (по устаревшей классификации — главной подгруппы III группы) 7-го периода периодической системы. Атомный номер — 113. Атомная масса наиболее устойчивого из известных изотопов, 286Nh, с периодом полураспада 20 с,  составляет 286,182(5) а. е. м.. Как и все сверхтяжёлые элементы, чрезвычайно радиоактивен.

## История открытия
В феврале 2004 года были опубликованы результаты экспериментов, проводившихся с 14 июля по 10 августа 2003 года, в результате которых был получен 113-й элемент. Исследования проводились в Объединённом институте ядерных исследований (Дубна, Россия) на циклотроне У-400 с использованием дубненского газонаполненного сепаратора ядер отдачи (DGFRS) совместно с Ливерморской национальной лабораторией (США). В этих экспериментах в результате бомбардировки мишени из америция ионами кальция были синтезированы изотопы элемента 115 (в настоящее время получившего название «московий», Mc): три ядра 288Mc и одно ядро 287Mc. Все четыре ядра в результате альфа-распада превратились в изотопы элемента 113 (284Nh и 283Nh). Ядра элемента 113 претерпели дальнейший альфа-распад, превратившись в изотопы элемента 111 (рентгений). Цепочка последовательных альфа-распадов привела в результате к спонтанно делящимся ядрам элемента 105 (дубний).
В 2004 и 2005 годах в ОИЯИ (в сотрудничестве с Ливерморской национальной лабораторией) были проведены эксперименты по химической идентификации конечного продукта распада цепочки 288115 → 284113 → 280111 → 276109 → 272107 → 268105, долгоживущего (около 28 часов) изотопа 268Db. Эксперименты, в которых было исследовано ещё 20 событий, подтвердили синтез 115-го и 113-го элементов.
В сентябре 2004 года о синтезе изотопа 113-го элемента 278Nh в количестве одного атома объявила группа из института RIKEN (Япония). Они использовали реакцию слияния ядер цинка и висмута. В итоге за 8 лет японским учёным удалось зарегистрировать три события рождения атомов нихония: 23 июля 2004-го, 2 апреля 2005-го и 12 августа 2012 годов.
Два атома ещё одного изотопа — 282Nh — были получены в ОИЯИ в 2007 году в реакции 237Np + 48Ca → 282Nh+ 3 1n.
Ещё два изотопа — 285Nh и 286Nh были получены в ОИЯИ в 2010 году как продукты двух последовательных альфа-распадов теннессина.
В 2013 году атомы нихония были получены группой из Лундского университета в Институте тяжёлых ионов в ходе экспериментов, подтвердивших производство нихония по методике, использованной российско-американской группой в Дубне. В 2015 году такой же способ получения успешно повторили в Национальной лаборатории имени Лоуренса в Беркли.
Получение методом холодного слияния, использованного японскими учёными, ни одна лаборатория пока не проводила ввиду её низкой эффективности.
В августе 2015 года на съезде IUPAC в Пусане было объявлено, что доклад об элементах под номерами 113, 115, 117 и 118 уже подготовлен. Однако никакой подробной информации обнародовано не было. В декабре 2015 года было объявлено, что окончательное решение о приоритете открытия и названии химического элемента № 113 будет принято в январе 2016 года на заседании Международного союза теоретической и прикладной химии. При этом уже тогда сообщалось, что приоритет будет отдан команде исследователей RIKEN. 30 декабря 2015 года ИЮПАК официально признал открытие 113-го элемента и приоритет в этом учёных из RIKEN. Таким образом, 113-й стал первым элементом, открытым в Японии и вообще в азиатской стране.
Метод горячего слияния, использованный учёными из ОИЯИ, оказался намного эффективнее метода холодного слияния, использованного учёными из RIKEN, позволив получить несколько десятков атомов нихония против трёх у японцев. Кроме того, российско-американские эксперименты были успешно воспроизведены в Дармштадте и Беркли. Тем не менее рабочая группа IUPAC/IUPAP признала приоритет японских учёных в открытии, поскольку полученные ими лёгкие изотопы нихония в ходе своего распада превращались в хорошо изученные изотопы, в частности 266
107Bh, а распады тяжёлых изотопов нихония, получаемых методом горячего слияния, происходят через новые, никогда ранее не наблюдавшиеся изотопы. Также у рабочей группы возникли сомнения в возможности химически отличить дубний от резерфордия методом, использованным учёными ОИЯИ при анализе продуктов распада изотопов нихония и московия.

## Название
Первоначально для 113-го элемента использовалось систематическое название унунтрий (лат. Ununtrium), составленное из корней латинских числительных, соответствующих порядковому номеру: Ununtrium — дословно «одно-одно-третий»).
Синтезировавшие элемент учёные из российского наукограда Дубна предлагали назвать его беккерелием (Becquerelium, Bq) в честь открывателя радиоактивности Анри Беккереля (ранее этим же названием предлагалось назвать 110-й элемент, который стал дармштадтием). Учёные из Японии предложили назвать элемент японием (Japonium, Jp), нисинанием (Nishinanium, Nh) — в честь физика Ёсио Нисина), или рикением (Rikenium, Rk) — в честь института RIKEN.
8 июня 2016 года ИЮПАК рекомендовал дать элементу название «нихоний» (Nihonium, Nh) по одному из двух вариантов самоназвания Японии — Нихон, что переводится как «Страна восходящего солнца». Название «нихоний» было представлено научной общественности для пятимесячного обсуждения с 8 июня по 8 ноября 2016 года, после чего оно должно было быть формально утверждено на ближайшем конгрессе ИЮПАК, назначенном на июль 2017 года.
28 ноября 2016 года ИЮПАК утвердил для 113-го элемента название «нихоний».

## Получение
Изотопы нихония были получены в результате α-распада изотопов московия:
{\displaystyle {\ce {^{288}_{115}{Mc}\to _{113}^{284}{Nh}+_{2}^{4}{He}}}},
{\displaystyle {\ce {^{287}_{115}{Mc}\to _{113}^{283}{Nh}+_{2}^{4}{He}}}},
{\displaystyle {\ce {^{289}_{115}{Mc}\to _{113}^{285}{Nh}+_{2}^{4}{He}}}},
{\displaystyle {\ce {^{290}_{115}{Mc}\to _{113}^{286}{Nh}+_{2}^{4}{He}}}},
а также в результате ядерных реакций
{\displaystyle {\ce {^{237}_{93}{Np}+_{20}^{48}{Ca}\to _{113}^{282}{Nh}+3_{0}^{1}{n}}}},
{\displaystyle {\ce {^{209}_{83}{Bi}+_{30}^{70}{Zn}\to _{113}^{278}{Nh}+_{0}^{1}{n}}}}.

## Известные изотопы
| Изотоп | Масса | Период полураспада | Тип распада      |
| ------ | ----- | ------------------ | ---------------- |
| 278Nh  | 278   | 0,24+1,14 −0,11 мс | α-распад в 274Rg |
| 282Nh  | 282   | 73+134 −29 мс      | α-распад в 278Rg |
| 283Nh  | 283   | 100+490 −45 мс     | α-распад в 279Rg |
| 284Nh  | 284   | 0,48+0,58 −0,17 с  | α-распад в 280Rg |
| 285Nh  | 285   | 5,5 с              | α-распад в 281Rg |
| 286Nh  | 286   | 19,6 с             | α-распад в 282Rg |

## Физические и химические свойства
Нихоний принадлежит к подгруппе бора, следуя в ней после таллия. Нихоний предположительно является тяжёлым (с расчётной плотностью 16 г/см3) непереходным металлом.
Как и все металлы подгруппы бора (начиная с алюминия), он должен быть весьма легкоплавок. Расчётная температура плавления нихония 430 °C (немного выше таллия, который плавится при 304 °C).
Расчётные химические свойства нихония предполагаются очень интересными. Ожидается, что нихоний будет существенно менее реакционноспособным, чем таллий (свойства которого ближе к щелочным металлам), и будет больше похож не на него, а на металлы побочной подгруппы I группы — медь или серебро. Причиной этого служат релятивистские эффекты взаимодействия одного 7p-электрона с двумя 7s2 электронами, которые повышают энергию ионизации нихония до 704,9 кДж/моль, что гораздо выше энергии ионизации таллия (589,4 кДж/моль).
Нихоний обладает самым сильным сродством к электрону среди всей подгруппы бора (0,64 эВ). Поэтому он может быть и окислителем, в отличие от всех предыдущих элементов. Присоединяя один электрон, нихоний приобретает стабильную электронную конфигурацию флеровия, поэтому он может проявлять некоторое сходство с галогенами, давая нихониды — соли, где имеется анион Nh−. Такие соли, впрочем, будут проявлять довольно сильные восстановительные свойства, однако гипотетическое соединение NhTs с теннессином будет на самом деле иметь вид TsNh — нихоний будет окислителем, а теннессин восстановителем.
Степень окисления нихония +1 возможна и, как и у таллия, будет наиболее устойчивой степенью окисления; однако отличия от химии таллия весьма значительны. Так, ожидается, что гидроксид нихония, в отличие от гидроксида таллия, будет слабым основанием, легко разлагающимся до Nh2O (возможно, он и вовсе не будет существовать[как?], как гидроксид серебра). Моногалогениды нихония(I), подобно галогенидам таллия(I) и серебра(I) (кроме фторидов), в воде будут малорастворимыми либо вовсе нерастворимыми.
Кроме степеней окисления −1 и +1, нихоний сможет проявлять степени окисления +2, +3 и даже +5, что противоречит порядку группы. Однако дальнейшее окисление нихония осуществляется не с помощью 7s2 электронов, на разбиение пары которых требуется слишком много энергии, а за счёт 6d-электронной оболочки. Поэтому соединения нихония в степени окисления +3 не будут похожи на соединения более лёгких аналогов в этой степени окисления. С учётом тенденции, эта степень окисления нихония будет относительно малоустойчивой, и нихоний сможет образовывать её, как правило, с сильными электроотрицательными элементами (фтор, хлор, кислород). Форма молекулы будет Т-образной, а не треугольной, как соли других элементов подгруппы бора в степени окисления +3.
Высшая степень окисления +5 теоретически возможна, но только со фтором и в жёстких условиях, подобно фториду золота(V), и, вероятно, она будет нестабильна. Однако предполагается существование аниона NhF6-, который будет стабилен в составе гипотетических солей фторнихониевой кислоты.